# Myriam Mechita
Myriam Mechita, née le 3 juin 1974 à Strasbourg, est une artiste française qui vit et travaille à Berlin et Paris. Elle enseigne l’Art à l’École supérieure d'arts et médias de Caen - Cherbourg. Elle dessine, ecrit, sculpte, filme, collabore…

## Biographie
Née en 1974 de l'union d'un père émigré d'Algérie et d'une mère française, Myriam Mechita situe son origine dans « une famille pauvre » et restitue un rapide éveil à l'histoire de l'art et un intérêt particulier pour les femmes peintres, très tôt stimulés par la fréquentation de la bibliothèque scolaire. Après l'obtention du DNSEP (diplôme national supérieur d’expression plastique) aux l'École supérieure des arts décoratifs de Strasbourg, elle est diplômée en 2000 du CFPI (Centre de formation des plasticiens intervenants). En 2003, elle obtient l'agrégation d’arts plastiques à l’université Marc-Bloch de Strasbourg où lui est offert de s'intéresser également à l'ethnologie.
En 2006, elle effectue une résidence d'artiste au Québec, plusieurs autres se situant ensuite à la Manufacture de Sèvres entre 2006 et 2011, à New York en 2011, à Lisbonne en 2015, à Adélaïde (Australie) en 2017.
Elle est professeur de pratiques artistiques à l'école supérieure d'arts et médias de Caen - Cherbourg. 
En 2008, elle expose au musée d'Art moderne et contemporain de Strasbourg.

## Expositions

### Expositions personnelles
- juillet-octobre 2021 : L'or perlé de tes doigts m'a fait creuser jusqu'au bleu , artothèque de Caen [6]

- Septembre 2019 : Le feu se répand à nouveau, ou mouiller ses yeux de courage, artothèque de Miramas[7].
- Février-avril 2019 : Je cherche des diamants dans la boue, Transpalette, Bourges[8],[9],[10],[1],[11],[12].
- Mai-juin 2018 : La magie de ton ombre, Centre d'art de la ville de Dudelange[13].
- Avril 2018 : Darkness with blue sky, Greenlease Gallery, Rockhurst University (en), Kansas City (Missouri)[14].
- 2017 : Mama Gallery, Los Angeles[15].
- 2017 : Myriam Mechita - Roses don't have hearts, but my eyes will find, Gag Gallery, exposition dans le cadre de Fran Fest avec le soutien de l'Ambassade de France en Australie, Adélaïde (Australie)[16].
- Janvier-mars 2017 :Myriam Mechita - Her story, Maison des arts - Centre d'art contemporain de Malakoff.
- Janvier-février 2015 : Les pleureuses invisibles, ou tenir la route entre ses mains, École supérieure d'art et design Le Havre-Rouen / Galerie 65, Le Havre, exposition dans le cadre de Art Sequana[17],[18].
- 2013 : La chambre 14, performance dans le cadre du Musée de l'invisible, Palais de Tokyo, Paris.
- Septembre-novembre 2013 : Myriam Mechita - The blood and flesh of life, Urdla, Villeurbanne[19],[20].
- Mars-mai 2013 : Je suis le phoenix ou l'amour en collier, Galerie Eva Hober, Paris[21].
- 2013 : Les naufrages invisibles, Fondation Jean-Marc et Claudine Salomon, Annecy.
- Mars-avril 2012 : La fourmi, le vison et le buffle, ou voir les morceaux manquants, Nosbaum et Reding, Luxembourg[22].
- Octobre 2011- janvier 2012 : My name is nobody, Cité de la céramique - Sèvres et Limoges, Sèvres[23],[24].
- 2011 : L'infini en plus, Galerie de Sèvres, Paris[25] ; Galery Fons Welters, Amsterdam ; Playstation, Bloomberg Space, Londres.
- novembre 2010 -février 2011 : Lettre à l’inconnu, Le Parvis, Tarbes[26],[27].
- 2010 : Galerie La Manufacture de Sèvres, Paris ; Bloomberg Space, Londres.
- mai-août 2009 : Dream time : art contemporain et transhistoire, Les Abattoirs, Toulouse[28].
- 2009 : Les semblants à découverts ou I’m an animal without fear, Micro-onde, Centre d’art de Vélizy.
- 2008 : Fonds régional d'art contemporain de Basse-Normandie ; Galerie Nosbaum et Reding, Luxembourg ; Gag Gallery, Adélaïde (Australie).
- janvier-février 2007 : Myriam Mechita rencontre Marie Gautheron, La Galerie, Noisy-le-Sec[29].
- 2006 : La Galerie, Centre d´art contemporain, Noisy-le-Sec ; centre d’art du Lac-Saint-Jean, Québec ; Formica blues 2 et le soulagement des fils, exposition avec Richard Fauguet, galerie de l'école régionale des beaux-arts de Rouen ; Désirer la flamme avant le brasier, galerie Eric Dupont, Paris.
- 2005 :La mesure du sens ou l'exécution calibrée, Nosbaum & Reding, Luxembourg ; La suprématie du savoir ou l'œuvre révélée, Open Space, Art Cologne, Cologne.
- juillet-septembre 2005 : Les décisions définitives ou la suprématie du savoir, Centre d’art contemporain de Saint-Cyprien[30].
- 2005 : La superforme ou le retour de la langue, Galerie Éric Dupont, Paris ; Festival Plein les sens, hommage à John Cage, Mulhouse.
- 2005 : L'œuvre levée ou la mesure du temps, Musée Baron-Martin, Gray[31].
- Janvier-février 2004 : Centre d'arts plastiques de Saint-Fons.

### Expositions de groupe
L'artiste a participé à de nombreuses expositions de groupe de 2003 à 2020.

## Réception critique
« L'étrangeté et la fragilité de la vie sont pour Myriam Mechita sources de réflexion. La création lui permet d'interroger le temps qui passe. La vie, la mort, la souffrance, le plaisir sont des notions ambivalentes qui se heurtent dans ses œuvres, tour à tour sophistiquées et radicales, dans la tradition des vanités. »

— Paul Ardenne

« Sensualité et violence, séduction et répulsion, comédie et drame sont tour à tour les vecteurs d'une œuvre très personnelle qui se présente volontiers sous la forme d'installations aux allures de petites saynètes improbables, issues d'un imaginaire fantasmé, tout à la fois curieux et merveilleux. Si celles-ci mêlent l'humain et l'animal, ce n'est jamais de manière littérale et toujours de façon tronquée. Myriam Mechita cultive le non-dit, le supposé, la syncope. Elle fait volontiers usage de matériaux souvent clinquants tels perles, paillettes, broderies et autres éléments de parure qui participent à perturber le regard et à brouiller les pistes entre apparence et profondeur. Quelque chose d'une mélancolie exubérante associée à l'idée d'un théâtre de la cruauté faisant la part belle à la décapitation, à l'amputation et au meurtre — façon iconographie symboliste de Saint Jean Baptiste — prévaut chez elle contre toute autre considération. »

— Philippe Piguet

« Myriam Mechita déroule le fil d'une narration convulsive où les fulgurances de la beauté côtoient la noirceur absolue de l'âme. »

— Julie Crenn

« Par les dessins, les céramiques, les œuvres en bronze ou en verre, Myriam Mechita donne corps à ces violences. Les œuvres convoquent une palette d'émotions extrêmes, intensité, beauté, peur, colère, magie, merveilleux, amour, mort, bestialité, douceur, explosion, jouissance et solitude. »

— Connaissance des arts

« Julie Crenn, pour évoquer le travail de Myriam Mechita, emploie le terme de tellurique, superbe adjectif, notamment parce que le temps de la Terre n'est pas celui des hommes. On retrouve ce temps d'un dépassement, ce temps dont on ne peut sentir que les traces dans les matériaux utilisés par Myriam Mechita, fruits de la Terre et de ses énergies - terre des céramiques, mine de graphite, bronze, verre. Le tellurisme, aussi, c'est la spiritualité profonde, mais immanente, qui affleure dans son travail. Tout cela sonne comme un hommage presque rituel au monde, pas un double du monde, le monde lui-même, qui se joue dans l'économie entre l'artiste et ses matériaux, et se joint d'un versant plus mystique, portant sur la vue. »

— Clément Thibault

## Collections

### Collections publiques

#### États-Unis
- Museum of Arts and Design, New York[36].

#### France
- Fonds régional d'art contemporain de Normandie-Caen, Territoires rêvés, Lego bricks noir[37].
- Artothèque du Lot, Cahors, sérigraphies[3].
- Vent des forêts, Communauté de communes Entre Aire et Meuse, Fresnes-au-Mont, Prendre le pas des rêves, grès émaillé, 2019[38],[39].
- Maison des Solidarités, Noisy-le-Sec[40].
- Département des estampes et de la photographie de la Bibliothèque nationale de France, Paris.
- Collections de Saint-Cyprien (Pyrénées-Orientales)[41].
- Musée international des arts modestes, Sète, sérigraphies[3].
- Musée national de la céramique, Sèvres[23].
- Musée d'Art moderne et contemporain de Strasbourg, Cuirassé Voltaire, 2002.
- Les Abattoirs, Toulouse.

#### Luxembourg
- Collection de la ville de Dudelange, The witch of love, peinture, 2016[42].

### Collections privées
- Hôtel d'Agar, Cavaillon.

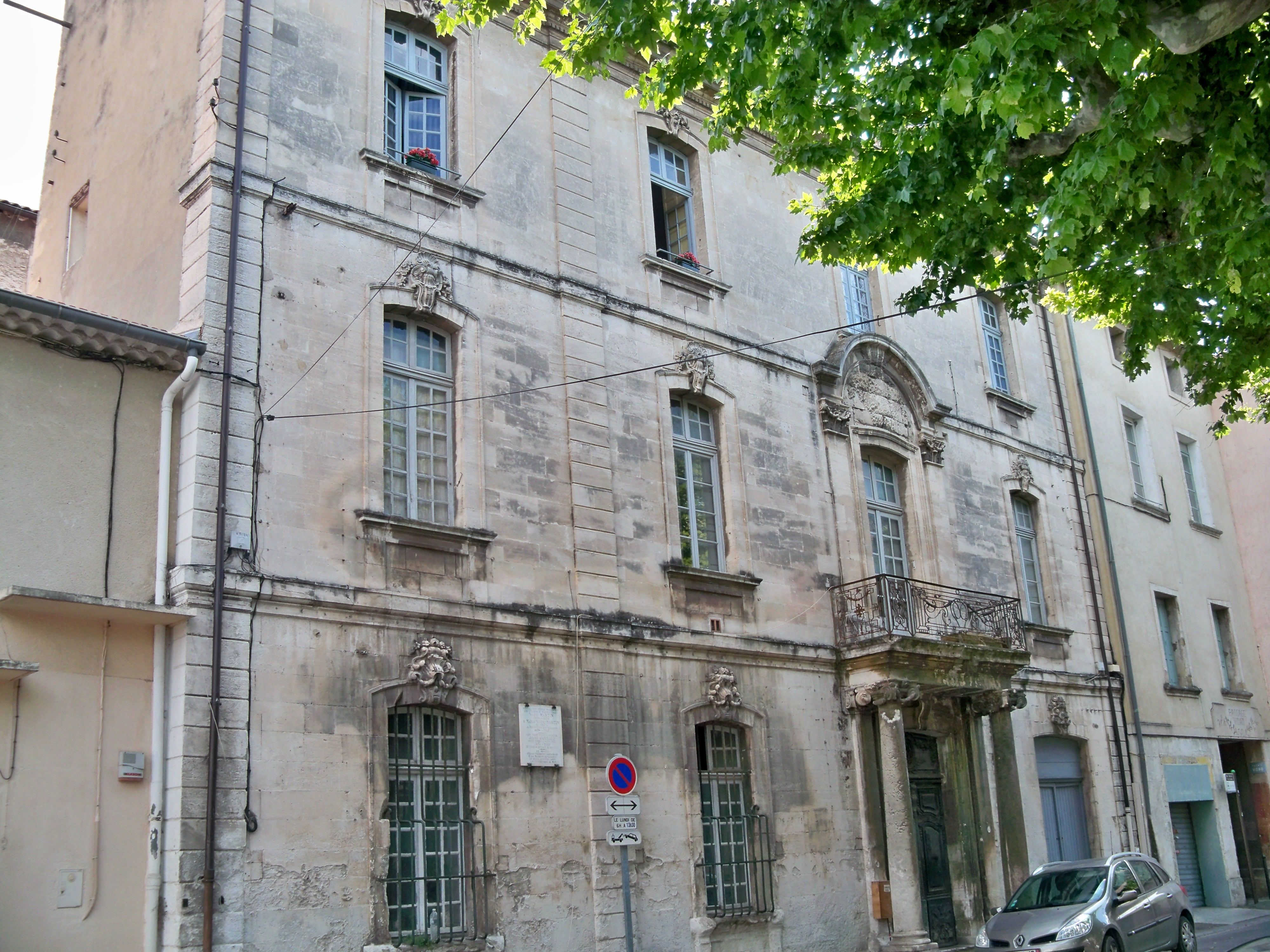
Hôtel d'Agar, Cavaillon

- Château du Rivau, Lémeré, Klimt Dream, dessin à l'encre[43].
- Maison Louis Vuitton, Paris.

## Contributions bibliophiliques
- Virginia Woolf (traduction et préface de Jacques Aubert), Enfin, lithographies originales de Myriam Mechita, Urdla, Villeurbanne, 2013[19]
- Marc Molk, Les gâteaux jetés, livre d'artiste en coffret avec œuvres originales de Myriam Mechita, exemplaire unique, A/Over Édition, 2016[44].

### Filmographie
- François Combin, réalisateur, Myriam Mechita - Drawing the essence production Urubu Films, diffusion Museum Channel (visionner en ligne).
- Myriam Mechita - L'atelier A, Arte, 2018 (visionner en ligne).

### Radiophonie
- « Aude Lavigne reçoit Myriam Mechita - Extraire la beauté du mal », émission Les carnets de la création, France-Culture, 2 avril 2019 (écouter en ligne).

### Discographie
- Myriam Mechita et Leonard de Leonard, Les Loups – Au-delà du miroir, vinyl, Franciscopolis Editions, 2015.